# Гастроскопия
Га̀строскопи́я (от др.-греч. γαστήρ — «желудок» и σκοπέω — «наблюдаю, смотрю»); полное название исследования — фиброгастродуоденоскопия (ФГДС), также эзофагогастродуоденоскопия (ЭГДС) и видеоэзофагодуоденоскопия (ВЭГДС) — разновидность эндоскопического обследования, позволяющая провести визуальный осмотр слизистой оболочки пищевода, желудка и двенадцатиперстной кишки при помощи специального инструмента — эндоскопа, вводимого в желудок через рот и пищевод. Гастроскопия позволяет получить подробную информацию о состоянии слизистой оболочки пищевода, желудка и двенадцатиперстной кишки, выявить очаги воспаления, обнаружить язвы, злокачественные образования и другие поражения. Ни один другой метод инструментальной диагностики (в том числе УЗИ, компьютерная томография, магнитно-резонансная томография) не даёт столь точной картины желудочно-кишечного тракта. Гастроскопия предоставляет врачу возможность увидеть ситуацию собственными глазами, что позволяет поставить диагноз и назначить наиболее эффективный курс лечения.
Гастроскоп представляет собой гибкую трубку, внутри которой находится волоконно-оптическая система.
Правила проведения эндоскопических исследований и оснащение кабинетов нормируются Приказом Министерства здравоохранения Российской Федерации от 6 декабря 2017 г. N 974н.

## История
Основоположником такого способа изучения слизистой оболочки желудка, как гастроскопия, является Адольф Кусмауль. Он впервые использовал этот метод в практических целях в 1868 году.
Несколько позже благодаря учёному Рудольфу Шиндлеру в медицине стали применять гнущийся гастроскоп, оснащённый обновлённой оптической системой.
Спустя определённый промежуток времени устройство гастроскопа совершенствовалось, и уже в 1957 году специалисты пользовались гастроскопом, оснащённым управляемым изгибом, который предоставляет возможность рассмотреть исследуемую область при помощи кругового панорамного обзора.
В середине XX века Бэзил Хиршовиц создал новый вид гастроскопа — фиброгастроскоп, который способствует изучению изображения сквозь пучки стеклянных волокон, их толщина имеет размер человеческого волоса. С 1961 года, когда лицензия на производство на основе волоконной оптики была приобретена японскими фирмами, появились первые промышленные образцы фиброэндоскопов — «Olympus», «Pentax», «Fujinon». На сегодняшний день они являются наиболее распространёнными на территории России и стран СНГ. Методом нынешнего века является видеоэндоскопия.

## Показания
Фиброгастродуоденоскопию применяют для детального изучения слизистой оболочки пищевода, желудка и части двенадцатиперстной кишки при нарушении акта глотания, подозрении на опухоли или кровотечения, язвенную болезнь желудка и/или двенадцатиперстной кишки, при гастритах, дуоденитах, эзофагитах. ФГДС назначают также в качестве дополнительного обследования для уточнения диагноза при других заболеваниях (стенокардия, аллергия, невроз). ФГДС проводится по показаниям, которые определяет лечащий или консультирующий врач (терапевт, гастроэнтеролог, хирург и др.).

## Расшифровка результатов
Расшифровкой результатов эндоскопического исследования занимается лечащий врач или врач, назначивший данное исследование. В современных эндоскопах детальное изображение передаётся на экран монитора, и затем может быть распечатано при помощи принтера.

## Подготовка
Для проведения процедуры врач-эндоскопист должен быть осведомлён о наличии у обследуемого пациента заболеваний желудочно-кишечного тракта, перенесенных операциях и таких состояниях, как пережитый инфаркт миокарда или инсульт и о наличии аллергии на лекарственные препараты, в частности — на лидокаин.
Гастроскопия проводится строго натощак с полным исключением пищи за 6—8 часов до проведения манипуляции. При плановом осмотре ЭГДС проводится в поликлинике или стационаре в специально предназначенных для этого кабинетах, также возможно провести процедуру в палате реанимации или операционной.
Перед проведением гастроскопии пациенту может быть проведена местная анестезия (при отсутствии аллергии на лидокаин). Возможно проведение гастроскопии с применением общей анестезии, препараты для которой вводятся внутривенно. Внутривенная седация применяется для беспокойных пациентов, при выраженном рвотном рефлексе, затрудняющим осмотр, при особых патологиях (пищевод Барретта, крупная фиксированная грыжа пищеводного отверстия диафрагмы и др.).

## Проведение исследования
Процедуру проводят обученные врачи-эндоскописты, имеющие свидетельство об аккредитации по этой специальности. Пациента просят зажать зубами загубник, через который вводится гибкая трубка эндоскопа, затем просят расслабить шею и плечи, во время чего врач вводит гастроскоп в пищевод. Для уменьшения рвотных позывов и неприятных ощущений пациенту рекомендуется спокойно, плавно и неглубоко дышать. Во время исследования через эндоскоп подаётся воздух или углекислый газ с целью расправить полости органов верхних отделов желудочно-кишечного тракта.
Врач по ходу проведения  эндоскопа рассматривает поверхность пищевода, желудка и двенадцатиперстной кишки. При наличии специального оборудования проводится фото- или видеофиксация исследования, при наличии показаний может быть выполнена биопсия с помощью специальных биопсийных щипцов, вводимых в канал эндоскопа, также по показаниям проводят лечебные манипуляции: остановку кровотечения, удаление неоплазий, введение лекарственных средств.
Как правило, при простом обследовании с момента ввода эндоскопа до его извлечения проходит 4-7 минут. По результатам исследования в день её проведения составляется протокол эндоскопического исследования.

## Возможные осложнения при гастроскопии
В настоящее время, благодаря современной технике, частота серьёзных осложнений при гастроскопии достаточно низкая. При этом следует подчеркнуть, что осложнения не связаны с собственно желудочно-кишечным трактом, зачастую речь идёт об осложнениях со стороны сердечно-сосудистой или дыхательной систем. Выделяют 4 группы причин развития осложнений:
- Осложнения неправильной подготовки.
- Осложнения премедикации и анестезиологического пособия.
- Осложнения, возникающие при проведении исследования.
- Осложнения, возникающие при нарушении правил обработки эндоскопов.

### Факторы риска и группы риска
- Пожилой возраст
- Сердечная недостаточность NYHA III—IV
- Стеноз аорты III—IV степени
- Тяжелая патология лёгких
- Склонность к кровотечениям (протромбиновый индекс <50 %, тромбоцитопения <50 000/мкл)
- Анемия (гемоглобин < 80 г/л)
- Экстренные вмешательства

Различают также противопоказания к исследованию абсолютные (сильное искривление позвоночника; стеноз пищевода; слишком большой размер щитовидной железы; острая форма инфаркта миокарда; инсульт ишемический или геморрагический; нарушение свертываемости крови; бронхиальная астма в стадии обострения); и относительные (стенокардия; гипертоническая болезнь 3-й стадии; воспаления в острой форме в области гортани и глотки; воспаление миндалин; увеличение лимфоузлов на шее; психические заболевания, при которых пациент не может себя контролировать).
По данным Рони Кэрина Рабина примерно один процент пациентов после эндоскопии верхних или нижних отделов желудочно-кишечного тракта имеют столь серьёзные осложнения, что им приходится обращаться в отделения неотложной помощи.
Возможными осложнениями являются перфорация (прободение стенки органа), что требует хирургического вмешательства, и кровотечение, возникающее в результате повреждения стенки органа или при манипуляциях (биопсия, полипэктомия).

## Последствия гастроскопии
Возникающее у некоторых пациентов неприятное ощущение в горле обычно проходит через 24—48 часов.